# Plongée d'eau

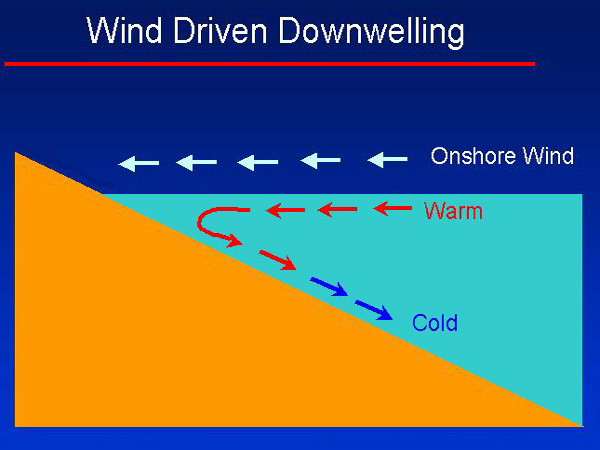
Schéma de la plongée sous l'effet du vent.

Une plongée d'eau, en anglais downwelling, est un processus par lequel les courants de surface rassemblent les eaux en des points de convergence où elles se mélangent et s'enfoncent en fonction de leur densité (une eau froide et salée est plus dense qu'une eau chaude et douce). Les plongées d'eau se produisent dans des zones anticycloniques de l'océan, où les courants chauds en surface forment des anneaux tournant dans le sens des aiguilles d'une montre.
Le terme anglais downwelling désigne aussi bien un phénomène physique marin (plongée d'eau froide et salée sous une eau plus chaude et moins salée) qu'un phénomène physique atmosphérique (plongée d'air froid sous de l'air chaud).[réf. nécessaire] On utilise aussi parfois ce terme en géologie pour décrire des mouvements de la lithosphère.[réf. nécessaire]
Le processus inverse est la remontée d'eau. Ces deux phénomènes sont les moteurs de la circulation thermohaline des masses d'eau dans l'océan.